# Mandanapis cooki
Mandanapis cooki – gatunek pająka z rodziny Anapidae, jedyny z monotypowego rodzaju Mandanapis. Zamieszkuje Nową Kaledonię. Bytuje w ściółce.

## Taksonomia
Gatunek i rodzaj opisane zostały po raz pierwszy w 1989 roku przez Normana I. Platnicka i Raymonda Roberta Forstera na łamach „Bulletin of the American Museum of Natural History”. Jako lokalizację typową wskazano Mandjélia na Nowej Kaledonii. Nazwa rodzajowa to połączenie lokalizacji typowej i nazwy rodzajowej Anapis, natomiast epitet gatunkowy nadano na cześć D. Cooka, który odłowił materiał typowy.

## Morfologia
Jedyny zmierzony samiec ma 0,67 mm długości ciała przy karapaksie długości 0,37 mm i szerokości 0,31 mm, a jedyna zmierzona samica 0,63 mm długości ciała przy karapaksie długości 0,33 mm i szerokości 0,28 mm. Ubarwienie karapaksu jest ciemnopomarańczowe, a zarys niemal okrągły. Para guzków na części głowowej niemal styka się z parą guzków na części tułowiowej. Sześcioro oczu rozmieszczonych jest w dwóch rzędach – zanikowi uległa para przednio-środkowa. Oczy pary tylno-środkowej stykają się ze sobą, w widoku przednim leżą wyżej niż oczy pary tylno-bocznej, a w widoku grzbietowym bardziej z przodu niż one. Oczy tylno-boczne stykają się z oczami przednio-bocznymi i oddalone są od tylno-środkowych o swoją średnicę. Nadustek jest u samca czterokrotnie wyższy niż średnica oczu przednio-bocznych. Szczękoczułki są pomarańczowe, na przedniej krawędzi zaopatrzone w trzy zęby, z których dwa odsiebne tworzą jedną strukturę na wspólnej płytce. Pomarańczowa, znacznie szersza niż dłuższa warga dolna ma wcięty przód i spiczastą ostrogę. Szczęki zaopatrzone są w guzki ze szczecinkami po bokach, skopule pośrodku przodu i serrule w częściach przednio-bocznych. Sternum jest pomarańczowe i wyniesione, znacznie szersze niż dłuższe. Odnóża są żółte, porośnięte delikatnymi szczecinkami. Kolejność par odnóży od najdłuższej do najkrótszej to I, II, IV, III. Opistosoma (odwłok) samca ma niemal cały wierzch nakryty zaokrąglonym skutum grzbietowym, wąsko oddzielonym od otaczającego łącznik skutum przedniego. U samicy występuje skutum przednie, brak zaś skutum grzbietowego, a wierzch opistosomy jest skórzasty. U obu płci ubarwienie opistosomy jest szare, a w jej tyle leży sześć kądziołków przędnych i stożeczek. Samica ma trzy wystające na zewnątrz, owalne listewki w rejonie epigyne, a elementy wulwy silnie zesklerotyzowane. Nogogłaszczki samca mają zaopatrzone w sierpowatą apofizę grzbietową udo, zaopatrzoną w małą i prostą apofizę subbazalną oraz dużą i zakrzywioną apofizę subdystalno-dorsalną rzepkę i niezmodyfikowane cymbium.

## Ekologia i występowanie
Pająk ten występuje endemicznie w równikowych lasach deszczowych północnej części Nowej Kaledonii. Znajdywany jest na rzędnych od 700 do 820 m n.p.m. Spotykany jest w ściółce.